# Temporada 2004-05 de l'NBA
La temporada 2004-05 de l'NBA fou la 59a en la història de l'NBA. Començà el 2 de novembre de 2004 i finalitzà el 20 d'abril de 2005. San Antonio Spurs fou el campió després de guanyar a Detroit Pistons per 4-3.

## Aspectes més rellevants
- Charlotte Bobcats debutà aquesta temporada i es convertí en el trentè equip de l'NBA. La seva primera campanya la jugaren en el Charlotte Coliseum.
- Es modificà el format de les divisions, i s'ampliaren a 6 divisions de 5 equips cada una.
- L'All-Star Game es jugà el 22 de febrer de 2006 en el Ball Arena de Denver, Colorado. L'Est guanyà per 125 a 115. Allen Iverson fou nomenat MVP del partit per segona vegada en la seva carrera.
- Quentin Richardson guanyà el concurs de triples, Steve Nash el Skills Challenge, i Diana Taurasi, Dan Majerle i Shawn Marion el Shooting Stars, sent tots de Phoenix Suns. Amare Stoudemire participà en el concurs de mates, però no pogué completar l'èxit dels Suns.
- A l'estiu, Shaquille O'Neal fou traspassat a Miami Heat degut a l'enfrontament i les disputes que existien amb Kobe Bryant. Phil Jackson també deixà la banqueta dels Lakers, sent substituït per Rudy Tomjanovich; l'equip quedaria fora dels playoffs per cinquena vegada en la seva història.
- Memphis Grizzlies disputà els seus partits en el nou FedExForum.
- El 13 de març de 2005, Donyell Marshall de Toronto Raptors anotà 12 triples davant Philadelphia 76ers, igualant la marca de Kobe Bryant de més triples anotats en un partit. Marshall ho aconseguí amb 19 intents, mentre que Bryant en va fer un de menys.
- El 19 de novembre de 2004, en el The Palace of Auburn Hills, es produí una batalla campal entre jugadors d'Indiana Pacers i Detroit Pistons, i espectadors; faltaven 45,9 segons per al final del partit. Les sancions foren dures i la de Ron Artest, amb 73 partits de càstig, fou la més llarga de la història de l'NBA.
- Chicago Bulls es classificà per als playoffs, fet que no succeïa des de 1998. Després de començar la temporada amb un balanç negatiu de 0-9, canvià la ratxa. La seva plantilla, amb Ben Gordon, Eddy Curry, Kirk Hinrich i Luol Deng, era de les més joves de la història.
- Washington Wizards aconseguí entrar en els playoffs per primer cop des que canvià el seu nom de Bullets pel de Wizards, a la temporada 1997-98.

## Classificacions
| Conferència Est   |                        |    |    |      |    |
| Divisió Atlàntica |                        |    |    |      |    |
| #                 | Equip                  | V  | D  | %V   | P  |
| 1                 | Boston Celtics (3)     | 45 | 37 | ,549 | -  |
| 2                 | Philadelphia 76ers (7) | 43 | 39 | ,524 | 2  |
| 3                 | New Jersey Nets (8)    | 42 | 40 | ,512 | 3  |
| 4                 | Toronto Raptors        | 33 | 49 | ,402 | 12 |
| 5                 | New York Knicks        | 33 | 49 | ,402 | 12 |
| Divisió Central   |                        |    |    |      |    |
| #                 | Equip                  | V  | D  | %V   | P  |
| 1                 | Detroit Pistons (2)    | 54 | 28 | ,659 | -  |
| 2                 | Chicago Bulls (4)      | 47 | 35 | ,573 | 7  |
| 3                 | Indiana Pacers (6)     | 44 | 38 | ,537 | 10 |
| 4                 | Cleveland Cavaliers    | 42 | 40 | ,512 | 12 |
| 5                 | Milwaukee Bucks        | 30 | 52 | ,366 | 24 |
| Divisió Sud-est   |                        |    |    |      |    |
| #                 | Equip                  | V  | D  | %V   | P  |
| 1                 | Miami Heat (1)         | 59 | 23 | ,720 | -  |
| 2                 | Washington Wizards (5) | 45 | 37 | ,549 | 14 |
| 3                 | Orlando Magic          | 36 | 46 | ,439 | 25 |
| 4                 | Charlotte Bobcats      | 18 | 64 | ,220 | 41 |
| 5                 | Atlanta Hawks          | 13 | 69 | ,159 | 46 |

| Conferència Oest  |                         |    |    |      |    |
| Divisió Nord-oest |                         |    |    |      |    |
| #                 | Equip                   | V  | D  | %V   | P  |
| 1                 | Seattle SuperSonics (3) | 52 | 30 | ,634 | -  |
| 2                 | Denver Nuggets (7)      | 49 | 33 | ,598 | 3  |
| 3                 | Minnesota Timberwolves  | 44 | 38 | ,537 | 8  |
| 4                 | Portland Trail Blazers  | 27 | 55 | ,329 | 25 |
| 5                 | Utah Jazz               | 26 | 56 | ,317 | 26 |
| Divisió Pacífic   |                         |    |    |      |    |
| #                 | Equip                   | V  | D  | %V   | P  |
| 1                 | Phoenix Suns (1)        | 62 | 20 | ,756 | -  |
| 2                 | Sacramento Kings (6)    | 50 | 32 | ,610 | 12 |
| 3                 | Los Angeles Clippers    | 37 | 45 | ,451 | 25 |
| 4                 | Golden State Warriors   | 34 | 48 | ,415 | 28 |
| 5                 | Los Angeles Lakers      | 34 | 48 | ,415 | 28 |
| Divisió Sud-oest  |                         |    |    |      |    |
| #                 | Equip                   | V  | D  | %V   | P  |
| 1                 | San Antonio Spurs (1)   | 59 | 23 | ,720 | -  |
| 2                 | Dallas Mavericks (4)    | 58 | 24 | ,707 | 1  |
| 3                 | Houston Rockets (5)     | 51 | 21 | ,622 | 8  |
| 4                 | Memphis Grizzlies       | 45 | 37 | ,549 | 14 |
| 5                 | New Orleans Hornets     | 18 | 64 | ,220 | 41 |

* V: victòries
* D: Derrotes
* %V: Percentatge de victòries
* P: Diferència de partits respecte al primer lloc

## Playoffs
Els equips en negreta van avançar fins a la següent ronda. Els números a l'esquerra de cada equip indiquen la posició de l'equip en la seva conferència, i els números a la dreta indiquen el nombre de partits que l'equip va guanyar en aquesta ronda. Els campions de divisió estan marcats per un asterisc. L'avantatge de pista local no pertany necessàriament a l'equip de posició més alta al seu grup, sinó a l'equip amb un millor rècord a la temporada regular; els equips que gaudeixen de l'avantatge de casa es mostren en cursiva.
|  | Primera Ronda | Primera Ronda | Primera Ronda |   |               | Semifinals de Conferència | Semifinals de Conferència | Semifinals de Conferència |  |    | Finals de Conferència | Finals de Conferència | Finals de Conferència |  |    | Final NBA | Final NBA | Final NBA |
|  |               |               |               |   |               |                           |                           |                           |  |    |                       |                       |                       |  |    |           |           |           |
|  | E1            | * Miami       | 4             |   |               |                           |                           |                           |  |    |                       |                       |                       |  |    |           |           |           |
|  | E8            | New Jersey    | 0             |   |               |                           |                           |                           |  |    |                       |                       |                       |  |    |           |           |           |
|  | E8            | New Jersey    | 0             |   | E1            | * Miami                   | 4                         |                           |  |    |                       |                       |                       |  |    |           |           |           |
|  |               |               |               |   | E1            | * Miami                   | 4                         |                           |  |    |                       |                       |                       |  |    |           |           |           |
|  |               | E5            | Washington    | 0 |               |                           |                           |                           |  |    |                       |                       |                       |  |    |           |           |           |
|  | E4            | E5            | Washington    | 0 | Chicago       | 2                         |                           |                           |  |    |                       |                       |                       |  |    |           |           |           |
|  | E4            |               |               |   | Chicago       | 2                         |                           |                           |  |    |                       |                       |                       |  |    |           |           |           |
|  | E5            | Washington    | 4             |   |               |                           |                           |                           |  |    |                       |                       |                       |  |    |           |           |           |
|  | E5            | Washington    | 4             |   |               |                           |                           |                           |  | E1 | * Miami               | 3                     |                       |  |    |           |           |           |
|  |               |               |               |   |               |                           |                           |                           |  | E1 | * Miami               | 3                     |                       |  |    |           |           |           |
|  |               | E2            | * Detroit     | 4 |               |                           |                           |                           |  |    |                       |                       |                       |  |    |           |           |           |
|  | E3            | E2            | * Detroit     | 4 | * Boston      | 3                         |                           |                           |  |    |                       |                       |                       |  |    |           |           |           |
|  | E3            |               |               |   | * Boston      | 3                         |                           |                           |  |    |                       |                       |                       |  |    |           |           |           |
|  | E6            | Indiana       | 4             |   |               |                           |                           |                           |  |    |                       |                       |                       |  |    |           |           |           |
|  | E6            | Indiana       | 4             |   | E6            | Indiana                   | 2                         |                           |  |    |                       |                       |                       |  |    |           |           |           |
|  |               |               |               |   | E6            | Indiana                   | 2                         |                           |  |    |                       |                       |                       |  |    |           |           |           |
|  |               | E2            | * Detroit     | 4 |               |                           |                           |                           |  |    |                       |                       |                       |  |    |           |           |           |
|  | E2            | E2            | * Detroit     | 4 | * Detroit     | 4                         |                           |                           |  |    |                       |                       |                       |  |    |           |           |           |
|  | E2            |               |               |   | * Detroit     | 4                         |                           |                           |  |    |                       |                       |                       |  |    |           |           |           |
|  | E7            | Philadelphia  | 1             |   |               |                           |                           |                           |  |    |                       |                       |                       |  |    |           |           |           |
|  | E7            | Philadelphia  | 1             |   |               |                           |                           |                           |  |    |                       |                       |                       |  | E2 | *Detroit  | 3         |           |
|  |               |               |               |   |               |                           |                           |                           |  |    |                       |                       |                       |  | E2 | *Detroit  | 3         |           |
|  |               | O2            | * San Antonio | 4 |               |                           |                           |                           |  |    |                       |                       |                       |  |    |           |           |           |
|  | O1            | O2            | * San Antonio | 4 | * Phoenix     | 4                         |                           |                           |  |    |                       |                       |                       |  |    |           |           |           |
|  | O1            |               |               |   | * Phoenix     | 4                         |                           |                           |  |    |                       |                       |                       |  |    |           |           |           |
|  | O8            | Memphis       | 0             |   |               |                           |                           |                           |  |    |                       |                       |                       |  |    |           |           |           |
|  | O8            | Memphis       | 0             |   | O1            | * Phoenix                 | 4                         |                           |  |    |                       |                       |                       |  |    |           |           |           |
|  |               |               |               |   | O1            | * Phoenix                 | 4                         |                           |  |    |                       |                       |                       |  |    |           |           |           |
|  |               | O4            | Dallas        | 2 |               |                           |                           |                           |  |    |                       |                       |                       |  |    |           |           |           |
|  | O4            | O4            | Dallas        | 2 | Dallas        | 4                         |                           |                           |  |    |                       |                       |                       |  |    |           |           |           |
|  | O4            |               |               |   | Dallas        | 4                         |                           |                           |  |    |                       |                       |                       |  |    |           |           |           |
|  | O5            | Houston       | 3             |   |               |                           |                           |                           |  |    |                       |                       |                       |  |    |           |           |           |
|  | O5            | Houston       | 3             |   |               |                           |                           |                           |  | O1 | * Phoenix             | 1                     |                       |  |    |           |           |           |
|  |               |               |               |   |               |                           |                           |                           |  | O1 | * Phoenix             | 1                     |                       |  |    |           |           |           |
|  |               | O2            | * San Antonio | 4 |               |                           |                           |                           |  |    |                       |                       |                       |  |    |           |           |           |
|  | O3            | O2            | * San Antonio | 4 | * Seattle     | 4                         |                           |                           |  |    |                       |                       |                       |  |    |           |           |           |
|  | O3            |               |               |   | * Seattle     | 4                         |                           |                           |  |    |                       |                       |                       |  |    |           |           |           |
|  | O6            | Sacramento    | 1             |   |               |                           |                           |                           |  |    |                       |                       |                       |  |    |           |           |           |
|  | O6            | Sacramento    | 1             |   | O3            | *Seattle                  | 2                         |                           |  |    |                       |                       |                       |  |    |           |           |           |
|  |               |               |               |   | O3            | *Seattle                  | 2                         |                           |  |    |                       |                       |                       |  |    |           |           |           |
|  |               | O2            | * San Antonio | 4 |               |                           |                           |                           |  |    |                       |                       |                       |  |    |           |           |           |
|  | O2            | O2            | * San Antonio | 4 | * San Antonio | 4                         |                           |                           |  |    |                       |                       |                       |  |    |           |           |           |
|  | O2            |               |               |   | * San Antonio | 4                         |                           |                           |  |    |                       |                       |                       |  |    |           |           |           |
|  | O7            | Denver        | 1             |   |               |                           |                           |                           |  |    |                       |                       |                       |  |    |           |           |           |

## Estadístiques
| Category                    | Player           | Team                   | Stat  |
| --------------------------- | ---------------- | ---------------------- | ----- |
| Punts per partit            | Allen Iverson    | Philadelphia 76ers     | 30,7  |
| Rebots per partit           | Kevin Garnett    | Minnesota Timberwolves | 13,5  |
| Assistències per partit     | Steve Nash       | Phoenix Suns           | 11,5  |
| Robatoris per partit        | Larry Hughes     | Washington Wizards     | 2,9   |
| Taps per partit             | Andrei Kirilenko | Utah Jazz              | 3,3   |
| Percentatge de tirs de camp | Shaquille O'Neal | Miami Heat             | 60,0% |
| Percentatge de tirs lliures | Reggie Miller    | Indiana Pacers         | 93,3% |
| Percentatge de triples      | Fred Hoiberg     | Minnesota Timberwolves | 48,3% |

## Premis
- MVP de la temporada
  -  Steve Nash (Phoenix Suns)

- Millor defensor
  -  Ben Wallace (Detroit Pistons)

- Rookie de l'any
  -  Emeka Okafor (Charlotte Bobcats)

- Millor sisè home
  -  Ben Gordon (Chicago Bulls)

- Jugador amb millor progressió
  -  Bobby Simmons (Los Angeles Clippers)

- Entrenador de l'any
  -  Mike D'Antoni (Phoenix Suns)

- Primer quintet de la temporada
  - F - Tim Duncan, San Antonio Spurs
  - F - Dirk Nowitzki, Dallas Mavericks
  - C - Shaquille O'Neal, Miami Heat
  - G - Allen Iverson, Philadelphia 76ers
  - G - Steve Nash, Phoenix Suns

- Segon quintet de la temporada
  - F - LeBron James, Cleveland Cavaliers
  - F - Kevin Garnett, Minnesota Timberwolves
  - C - Amare Stoudemire, Phoenix Suns
  - G - Dwyane Wade, Miami Heat
  - G - Ray Allen, Seattle Supersonics

- Tercer quintet de la temporada
  - F - Tracy McGrady, Houston Rockets
  - F - Shawn Marion, Phoenix Suns
  - C - Ben Wallace, Detroit Pistons
  - G - Kobe Bryant, Los Angeles Lakers
  - G - Gilbert Arenas, Washington Wizards

- Primer quintet defensiu
  - C - Ben Wallace, Detroit Pistons
  - F - Kevin Garnett, Minnesota Timberwolves
  - G - Bruce Bowen, San Antonio Spurs
  - F - Tim Duncan, San Antonio Spurs
  - G - Larry Hughes, Washington Wizards

- Segon quintet defensiu
  - F - Tayshaun Prince, Detroit Pistons
  - C - Marcus Camby, Denver Nuggets
  - G - Chauncey Billups, Detroit Pistons
  - F - Andrei Kirilenko, Utah Jazz
  - G - Jason Kidd, New Jersey Nets
  - G - Dwyane Wade, Miami Heat

- Primer quintet de rookies
  - Emeka Okafor, Charlotte Bobcats
  - Dwight Howard, Orlando Magic
  - Ben Gordon, Chicago Bulls
  - Andre Iguodala, Philadelphia 76ers
  - Luol Deng, Chicago Bulls

- Segon quintet de rookies
  - Nenad Krstic, New Jersey Nets
  - Marvin Williams, Atlanta Hawks
  - Josh Childress, Atlanta Hawks
  - Jameer Nelson, Orlando Magic
  - Al Jefferson, Boston Celtics